# Anis (Vögel)
Anis (Crotophaga) sind eine Vogelgattung innerhalb der Familie der Kuckucke. Die artenarme Gattung umfasst drei Arten großschnäbeliger, langschwänziger und einheitlich schwarzer Vögel: Den Riesenani, den Riefenschnabelani und den Glattschnabelani. Gemeinsam mit dem Guirakuckuck bildet die Gattung die Unterfamilie Crotophaginae.
Anis sind in großen Teilen Südamerikas, in Mittelamerika, in Mexiko und kleinen Gebieten der südlichen USA, sowie auf vielen karibischen Inseln verbreitet. Auf den Galapagos-Inseln wurde die Art in den 60er Jahren des vorigen Jahrhunderts eingeführt und gilt heute dort als problematisches Neozoon.
Sie sind Bewohner von Regenwaldgebieten entlang von Flüssen, Mangroven, beziehungsweise von Savannen, Rodungsgebieten, sekundärem Buschland und extensiv genutztem Weideland, gelegentlich auch von stark anthropogen umgeformten Landschaften wie großen Parkanlagen, Golfplätzen oder Obstplantagen. Anis sind vor allem Standvögel. Sie ernähren sich hauptsächlich von Insekten, die sie am Boden oder in Büschen und Bäumen erbeuten, gelegentlich auch von kleinen Wirbeltieren und vor allem in den Trockenzeiten von Früchten, Beeren und Samen. Alle Arten sind hochgradig soziale Vögel, die in Gruppen von etwa 10 aber auch mehr Vögel zusammenleben. Sie sind keine Brutschmarotzer, sondern Gemeinschaftsbrüter, das heißt, mehrere Weibchen legen die Eier in ein Gemeinschaftsnest.
Unterarten werden nicht beschrieben, keine der drei Arten ist zurzeit gefährdet.

## Merkmale
Anis sind einheitlich schwarze, langschwänzige Vögel mit einem mächtigen Schnabel. Der Oberschnabel ist beim Glattschnabelani kammartig erhöht, beim Riefenschnabelani mehrfach längsseitig gefurcht und weist beim Riesenani einen markanten Höcker auf. Der Riesenani ist auf Grund seiner Größe von bis zu 46 Zentimetern gut identifizierbar, während Glattschnabelani (35 Zentimeter) und Riefenschnabelani (32 Zentimeter) etwa gleich groß sind und außer durch die verschiedenartigen Rufe nur durch die unterschiedliche Schnabelform bestimmt werden können. Bei allen Arten nimmt der sich zur Spitze hin verbreiternde Schwanz mehr als die Hälfte der Körperlänge ein. Das einheitlich schwarze Gefieder schimmert vor allem an den Federspitzen in verschiedenen metallischen Blau-, Grün-, Violett- oder Bronzetönen. Die Schnäbel sind schiefergrau, die kräftigen Füße, Zehen und Krallen grauschwarz, die Iris der Augen ist dunkelbraun bis schwarz. Auch die unbefiederten Stellen um die Augen sowie die Körperhaut ist schwarz.
Die Geschlechter unterscheiden sich in der Färbung nicht. Der Schnabel der Weibchen ist allerdings meist weniger mächtig als der der Männchen, besonders deutlich ist dieser Unterschied beim Glattschnabelani. Der Größendimorphismus ist unerheblich, der Gewichtsdimorphismus moderat. Weibchen sind etwa 10 Prozent leichter als die Männchen. Immature Anis gleichen adulten sehr, ihrem Gefieder fehlt jedoch noch der metallische Glanz.
Am Boden schreiten Anis oder hüpfen beidbeinig. Der Flug ist geradlinig und eher langsam. Einigen schnellen Flügelschlägen folgt eine Gleitphase. Gruppen von Anis fliegen in einer Linie hintereinander.

### Morphologische Besonderheiten
Im Gegensatz zu anderen Unterfamilien der Kuckucke, die 10 Steuerfedern haben, besitzen die Crotophaginae (Anis und Guirakuckuck) nur 8. Der Kamm des Oberschnabels wird von einem darunter liegenden Rücken des Schnabelskeletts geformt.
Anis verfügen über außergewöhnlich große Analdrüsen, die Sekrete produzieren, deren Funktion noch unklar ist. Alle Anis verströmen in der Ruhe, besonders aber in Stresssituationen einen unangenehmen, stechend-scharfen Geruch. Unterschiedlich zu anderen Kuckucken, die nur einmal im Jahr vollständig ihr Gefieder mausern, haben Anis eine vollständige Mauser nach der Brut und vermausern vor der Brut (und teilweise auch während der Brut) das Kleingefieder.
Die Zehenanordnung ist zygodactyl.

## Stimme
Gruppen von Anis sind akustisch sehr auffällig. Als sozial lebende Vögel verfügen sie über ein sehr vielfältiges Stimmrepertoire. Ihre verschiedenartigen Rufe sind auch das beste Bestimmungsmerkmal. Hauptruf des Riesenani ist eine gurgelnde, gutturale Rufreihe, die entfernt an das Geräusch von kochendem Wasser erinnert, der Hauptruf des Riefenschnabelanis ist ein sehr hohes, eher leises Tiju und der des Glattschnabelanis, ein langgezogenes Aa(h)ji, gab der Gattung seinen Namen.

## Verhalten und Brutsystem
Anis sind tagaktiv. Sie leben vor allem in Gruppen von mehreren weitgehend monogamen Paaren zusammen, denen auch unverpaarte adulte Vögel und die Jungen einer Brutsaison angehören. Die Gruppengröße ist variabel, meist liegt sie unter 10 Individuen, kann aber am Ende einer Brutsaison auch 20 und mehr Vögel umfassen. Fast alle Aktivitäten, wie Nahrungssuche, Gefiederpflege, Brutpflege, Abwehr von Feinden geschehen im Gruppenverband. Auch die Ruhezeiten verbringen sie gemeinsam, oft in engem Körperkontakt. Beim Riefenschnabelani und beim Glattschnabelani kommen auch einzelbrütende Paare vor, einzelne Paare des Riesenanis schreiten offenbar nicht zur Brut.
Anis sind Gemeinschaftsbrüter, beim Glattschnabelani kommt gelegentlich intraspezifischer Brutparasitismus vor. Sie errichten ein Gemeinschaftsnest, in das alle verpaarten Weibchen ihre Eier legen. Trotzdem ist die Brutkonkurrenz zwischen den einzelnen Paaren groß: So werden bereits gelegte Eier von anderen Weibchen entfernt, oder, wie beim Glattschnabelani, ältere Gelege mit Blättern abgedeckt, sodass die Eier nicht ausgebrütet werden können. Die Eier aller Arten sind im Verhältnis zu Körpergewicht und Größe der Weibchen sehr groß und schwer. Die Brutdauer ist kurz, die Entwicklung der Küken und Nestlinge geschieht sehr schnell. Bei Störungen verlassen sie schon mit weniger als 10 Tagen das Nest.

## Systematik
Nach Sorensen und Payne ist die monotypische Gattung Guira die Schwestergattung. Zusammen mit ihr bildet Crotophaga die Unterfamilie Crotophaginae. Auch die zweite Unterfamilie neuweltlicher Kuckucke, die Neomorphinae, der 5 Gattungen angehören, ist relativ nah mit den Crotophaginae verwandt. Sibley und Ahlquist vereinigten 1990 die Crotophaginae gemeinsam mit dem Hoatzin in einer eigenen Familie Crotophagidae, eine Klassifizierung, die durch molekularbiologische Befunde widerlegt wurde.
Die Anis umfassen 3 monotypische Arten. Glattschnabelani und Riefenschnabelani sind Schwesterarten.
| Deutscher Name    | Wissenschaftlicher Name                  | Verbreitung                                                    | Gefährdungsstufe Rote Liste der IUCN | Anmerkungen | Bild                                        |
| ----------------- | ---------------------------------------- | -------------------------------------------------------------- | ------------------------------------ | --- | ------------------------------------------- |
| Riesenani         | Crotophaga major (Gmelin, 1788)          | Verbreitungsgebiet des Riesenani                               | (Least Concern – nicht gefährdet)    | monotypisch Südamerika ostwärts der Anden, südwärts bis Nordargentinien; Ostpanama                                                                                | Riesenani (Crotophaga major)                |
| Riefenschnabelani | Crotophaga sulcirostris (Swainson, 1827) | Verbreitungsgebiet des Riefenschnabelani, dunkeloliv: Zugvögel | (Least Concern – nicht gefährdet)    | monotypisch Südliches texanische Golfküste südwärts über Mexiko und Mittelamerika bis ins nördliche Südamerika. Westlich der Anden von Ecuador südwärts bis Peru. | Riefenschnabelani (Crotophaga sulcirostris) |
| Glattschnabelani  | Crotophaga ani (Linnaeus, 1758)          | Verbreitungsgebiet des Glattschnabelani                        | (Least Concern – nicht gefährdet)    | monotypisch Große Bereiche Südamerikas, fast alle Inseln der Karibik und einige Gebiete Floridas und Mittelamerikas                                               | Glattschnabelani (Crotophaga ani)           |

## Bestand und Gefährdung
Alle drei Arten verfügen über große bis sehr große Verbreitungsgebiete, in denen sie regelmäßig, zum Teil auch häufig vorkommen. Substanzielle Bedrohungen sind für keine Art bekannt, Riefenschnabelani und Glattschnabelani können regional sogar von den umfangreichen Rodungen der Primärwälder profitieren. In einigen Gebieten an der Pazifikküste Südamerikas und Mittelamerikas behauptet sich der Glattschnabelani besser als der Riefenschnabelani und verdrängt diesen mancherorts. Andererseits vermag der Riefenschnabelani aber auch neue Gebiete zu besiedeln.
Der Glattschnabelani wurde auf Galapagos eingebürgert und breitete sich dort stark aus. Heute versucht man, den Bestand auf Galapagos zu reduzieren.